# Tristan Vieljeux
Pour les articles homonymes, voir Vieljeux.
Tristan Vieljeux, né à La Rochelle le 10 mars 1924 et mort à Neuilly-sur-Seine le 30 avril 2014, est un armateur et homme d'affaires français.

## Biographie

### Jeunesse et études
Tristan Vieljeux est le fils de Pierre Vieljeux, président du groupe Delmas-Vieljeux, et de Nicole de Luze. Il est le petit-fils de Léonce Vieljeux et le neveu de Christian Vieljeux. Il suit sa scolarité à l'École des Roches.
Durant la Seconde Guerre mondiale, alors étudiant en droit, il s'engage, à l'âge de vingt ans, dans le régiment de marche du Tchad (2e DB), prend part à la campagne de France et est parmi les premiers à entrer à Berchtesgaden.
Retournant à la vie civile après la libération, il épouse Dominique Schweisguth (nièce du général Henri Schweisguth et belle-sœur de Maurice Couve de Murville), obtient sa licence en droit à la faculté de droit de Paris et sort diplômé de l'École libre des sciences politiques en 1945.

### Parcours professionnel
Il commence sa carrière professionnelle au sein de la Compagnie Fraissinet, avant de rejoindre le groupe familial en 1947, alors troisième armement privé de France, dont il devient secrétaire général en 1953, directeur général adjoint en 1961 puis président en 1964. Il lance une importante politique de rajeunissement et de modernisation de la flotte, commandant les quatre premiers navires autonomes (1967-1968) et huit cargos polyvalents (1970-1974) au Chantier naval de La Ciotat, six grumiers (1971-1976) au Japon, onze cargos polyvalents et porte-conteneurs (1972-1976) au Canada, douze porte-conteneurs aux Chantiers de l'Atlantique (1977-1982). La compagnie dispose ainsi d'une flotte d'une cinquantaine de navires en 1990.
Sous sa direction, le groupe se développe également à l'international (Océanie, Asie-Afrique, Méditerranée-Caraïbes) et rachète plusieurs armements français, devenant le numéro un du transport entre l'Europe et l'Afrique. Lié d'amitié avec plusieurs chefs d'État africains, Tristan Vieljeux gagne le surnom de Tristan l'Africain,. Le groupe Delmas-Vieljeux fini par subir une prise de contrôle par le groupe Bolloré en 1991, faisant alors perdre à Tristan Vieljeux ses fonctions.
En 1996, il devient le conseiller de Jacques Saadé, président de la CMA, qu'il soutient à obtenir la cession de la Compagnie générale transatlantique par l'État en 1999, formant ainsi la Compagnie maritime d'affrètement - Compagnie générale maritime (CMA-CGT). Il en devient le président du conseil de surveillance entre 2001 à 2010. En 2005, CMA-CGT rachète la compagnie Delmas à Bolloré,.
Il est par ailleurs président de la Compagnie financière Delmas-Vieljeux (1967) et président-directeur général de Chargeurs Delmas (1988), ainsi que membre du conseil d'administration de la Banque de l'union maritime et financière, des Chargeurs réunis, de la Compagnie française de l'Afrique occidentale (CFAO), de Navale Delmas, de la Navale et commerciale havraise péninsulaire, de la Compagnie du midi et des Ateliers et Chantiers du Havre.
Tristan Vieljeux s'implique également dans les différentes organisations. Vice-président du Comité central des Armateurs de France de 1968 à 1972, il le préside de 1972 à 1976. Il devient vice-président (1975) puis président (1977) de la BIMCO (en) et assure la présidence du Comité naval français du Bureau Veritas.
Le 9 février, il est élu membre titulaire de l'Académie de marine (section Marine marchande et plaisance), au siège de Jean Fraissinet.

## Sources
- Bernard Datcharry, Éloge de M. Tristan Vieljeux, Académie de Marine, Communications et mémoires, Année académique 2014-2015, n° 2 (janvier-mars 2015), p. 25-30.